# غير متصل (فلم)
غير متصل (بالإنجليزية: Disconnect) هو فيلم دراما تم إنتاجه في الولايات المتحدة وصدر في سنة 2012. من بطولة جيسون بيتمان وهوب ديفيس وفرانك جريلو وبولا باتون وأندريا ريسبوروج.

## الميزانية والإيرادات
حقق إيرادات تقدر بـ 3.4 مليون دولار.

## وصلات خارجية
- مقالات تستعمل روابط فنية بلا صلة مع ويكي بيانات